# Britský idealismus

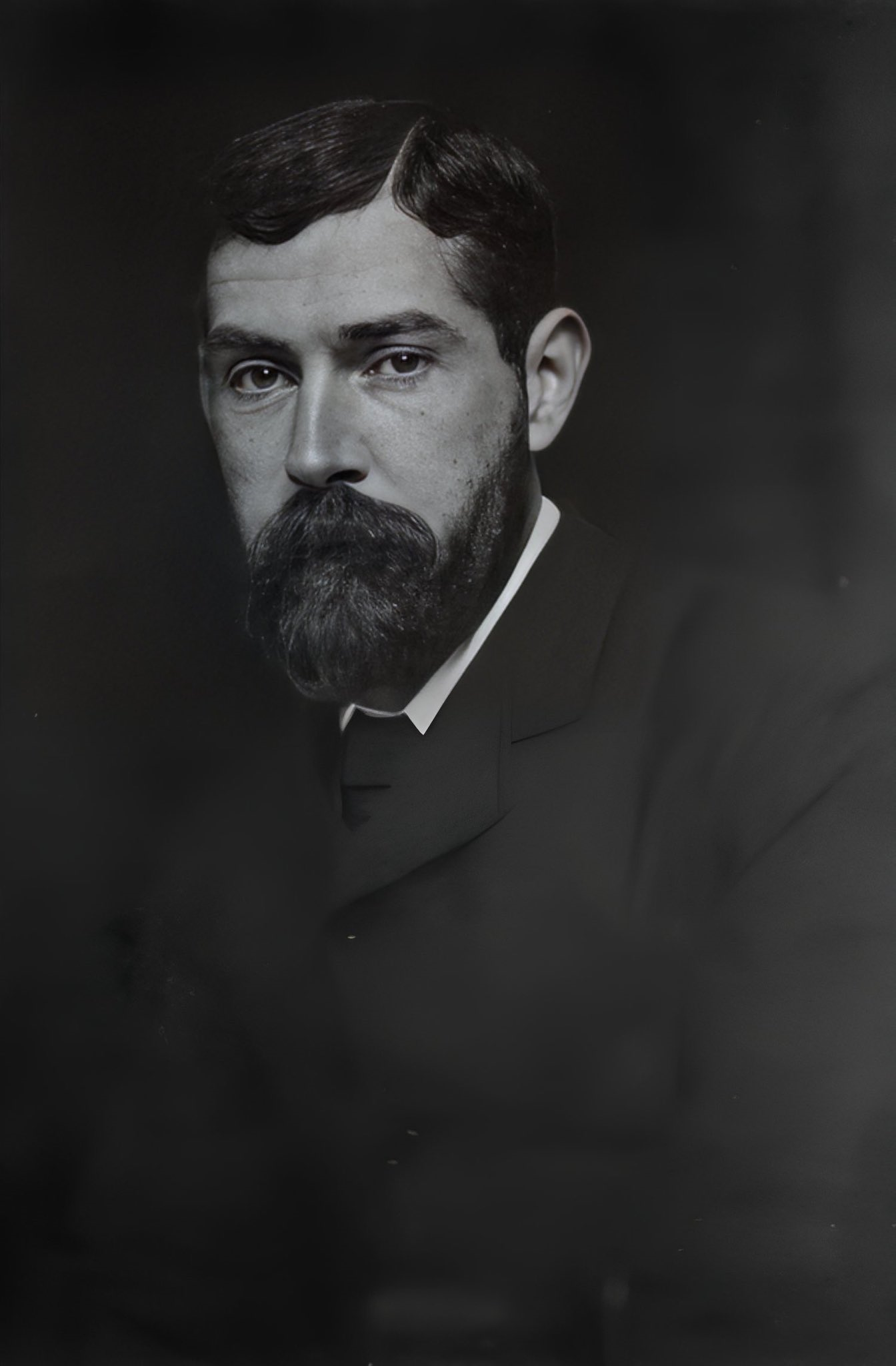
F. H. Bradley, nejvýznamnější představitel anglických hegelovců.

Britský idealismus je novohegelovství ve Velké Británii.

## Okolnosti vzniku
Ve stejné době, kdy se v Německu v druhé polovině 19. století ozvala výzva "zpět ke Kantovi", ožil zájem o německou klasickou filozofii v Anglii a v USA. Hlavním projevem této tendence se stal absolutní idealismus. Již v sedmdesátých letech si tento idealismus nejen vybojoval své místo pod sluncem, ale stal se i jedinou z vlivných škol, která potlačila v té době již zcela degradovanou filozofii zdravého rozumu i pozitivismus.
Absolutní idealismus bývá často nazýván anglickým novohegelovstvím. Jeho vznik, který se zdá poněkud zvláštní, uvědomíme-li si, že v anglické filozofii v první polovině 19. století zcela převládal empirismus a senzualismus, byl však připraven objektivně idealistickými proudy, které v Anglii již dávno existovaly, tj. cambridžským platonismem v 17.–18. století a "novoidealismem" v Anglii (Samuel Taylor Coleridge, Thomas Carlyle). Avšak vliv absolutního idealismu nebyl dlouhodobý a trvalý. Brzy po první světové válce ztrácí absolutní idealismus svůj vliv, rychle mizí a uvolňuje místo realistickým školám (neorealismus, kritický realismus) a novopozitivismu (zejména analytické filosofii).

## Německý a britský idealismus
Britský idealismus se nezabýval jen reprodukcí Hegelových idejí na britské půdě. Jestliže můžeme Stirlinga (1820–1909) Edwarda Cairda (1835–1908) počítat k novohegelovcům, pak Green
(1836–1882) je blíže ke Kantovi. Francis Herbert Bradley (1846–1924), nejvýznamnější představitel britského idealismu, napsal:
Nikdy bych sám sebe nemohl nazvat hegelovcem - jednak proto, že nemohu říci, že bych si osvojil Hegelův systém, jednak proto, že nemohu přijmout to, co se zdá být jeho základním principem, 
Francis Herbert Bradley
tj. univerzální, všeobsáhlý výklad myšlení, ideje v Hegelově systému. Tento princip pokládal Bradley za jednostranný, který jen částečně vyjadřuje Absolutno. Všichni představitelé této školy doplňují ideje přejaté z Hegelovy filozofie kantovskými a berkeleyovsko-humeovskými prvky. Pojetí filozofie jako "kritiky kategorií" vlastní britskému idealismu vyjadřuje první tendenci, a ztotožnění Absolutna se zkušeností vyjadřuje tendenci druhou. A přesto převzetí řady důležitých stránek hegelovské filozofie dokazuje sounáležitost britského idealismu k širokému mezinárodnímu proudu novohegelovství.
Britský idealismus přejímá z Hegelovy filozofie především její náboženskou tendenci.
Jasně vyjádřené poslání I. Kanta a G. W. F. Hegela nemělo ve skutečnosti jiný cíl, než obnovit víru, tj. víru v Boha, víru v nesmrtelnost duše a ve svobodu vůle, a navíc víru v křesťanství jako náboženství zjevené.
James Hutchison Stirling, The Secret of Hegel
Totéž tvrdil i Caird, který prohlašoval, že se Hegel řídil
„praktickými instinkty nejvyššího duchovního života člověka, přáním obnovit mravní a náboženský základ lidské existence, narušený revolučním skepticismem.“

## Absolutno
Idea Absolutna, tj. nejvyšší, dokonalé, absolutní reality, byla také přejata z Hegela. Je to v podstatě hegelovská absolutní idea, zbavená však svého historismu. Proto vystupuje do popředí "celistvost", jednota Absolutna. Absolutno nazývá Edward Caird „samostatným a inteligibilním celkem,“ Green „neměnným pořádkem vztahů,“ Bradley „úplným systémem,“ „individuem.“